# Chi Tauri
Chi Tauri (χ Tauri / χ Tau o 59 Tauri) è una stella della costellazione del Toro. Di magnitudine 5,3, dista approssimativamente 268 anni luce dalla Terra. In realtà si tratta di una binaria visuale formata da una stella blu e da una secondaria separata di 19 secondi d'arco che è, ad una più attenta analisi, una binaria spettroscopica.

## Osservazione
Il sistema stellare è situato nell'emisfero boreale celeste; grazie alla sua posizione non fortemente boreale, può essere osservato dalla gran parte delle regioni della Terra, sebbene gli osservatori dell'emisfero nord siano più avvantaggiati. Nei pressi del circolo polare artico appare circumpolare, mentre resta sempre invisibile solo in prossimità dell'Antartide. La componente più luminosa del sistema ha magnitudine pari a 5,4 e può essere scorta solo con un cielo sufficientemente libero dagli effetti dell'inquinamento luminoso (la secondaria invece non è visibile ad occhio nudo).
Il periodo migliore per l'osservazione di χ Tauri nel cielo serale ricade nei mesi compresi fra fine ottobre e aprile; da entrambi gli emisferi il periodo di visibilità rimane indicativamente lo stesso, grazie alla posizione della stella non lontana dall'equatore celeste.
Nell'astronomia islamica, χ Tauri componeva l'asterismo dei Due Cani (Al Kalbain) con  φ Tauri, κ1 Tauri, κ2 Tauri e υ Tauri.
Nell'astronomia cinese, l'asterismo composto da χ Tauri, ψ Tauri, 44 Tauri e φ Tauri è denominato 礪石S, Lì DànP, lett. "cote" (nella casa della Chioma, corrispondente alle Pleiadi). Di conseguenza, la stella è indicata 礪石三S, Lì Dàn sānP, lett. "la terza stella della Cote".

## Caratteristiche fisiche
La stella principale è una stella bianco-azzurra di sequenza principale di magnitudine + 5,38 e con massa 2,65 volte quella del Sole, ed una temperatura superficiale di 10 400 K.
La secondaria è una binaria spettroscopica composta da due stelle leggermente più massicce del Sole che orbitano attorno al comune centro di massa con un periodo di 17,6 giorni; la separazione media è stimata essere pari a 6,96 UA. Le due componenti sono di tipo spettrale F8 e G6.
Studi sui modelli orbitali delle componenti di Chi Tauri B suggeriscono comunque che il sistema sia composto da altre due componenti di massa pari a 0,7 masse solari ciascuna; in definitiva si può considerare Chi Tauri un sistema quintuplo.